# Джон Ламберт (баскетболіст)
Джон Едвард Ламберт (англ. John Edward Lambert, нар. 14 січня 1953, Берклі, Каліфорнія, США) — американський професіональний баскетболіст, що грав на позиціях центрового і важкого форварда за декілька команд НБА.

## Ігрова кар'єра
На університетському рівні грав за команду УПК (1972–1975). 
1975 року був обраний у першому раунді драфту НБА під загальним 15-м номером командою «Клівленд Кавальєрс». Захищав кольори команди з Клівленда протягом наступних 5 сезонів.
З 1980 по 1982 рік грав у складі «Канзас-Сіті Кінгс».
Частину 1982 року виступав у складі «Сан-Антоніо Сперс».
Останньою ж командою в кар'єрі гравця стала «Реєр Венеція» з Італії, до складу якої він приєднався 1982 року і за яку відіграв один сезон.